# 汉森
汉森（Hansen, Hanson）可以指：
Hansen
- 鲍勃·汉森（Robert Louis Hansen II，1961年1月18日－)，美国NBA联盟职业篮球运动员
- 特拉维斯·汉森（Travis Mitchell Hansen，1978年4月15日－)，NBA职业篮球运动员
- 布伦丹·汉森（Brendan Hansen，1981年8月15日－)，美國游泳運動員
- 拉尔斯·彼得·汉森（Lars Peter Hansen，1952年10月26日－)，芝加哥大学经济学教授
- 路易丝·汉森（Louise Hansen，1990年6月12日－)，丹麦女子羽毛球运动员
- 阿爾文·漢森（Alvin Harvey Hansen，1887年8月23日－1975年6月6日） 哈佛大学经济学教授
- 约尔根·克里斯蒂安·汉森（Christian Hansen，1890年8月14日－1953年9月10日)，丹麦男子赛艇运动员

Hanson
- 霍华德·汉森（Howard Harold Hanson，1896年10月28日－1981年2月26日)，瑞典血统的美国作曲家，指挥家，音乐理论家
- 柯蒂斯·汉森（Curtis Lee Hanson，1945年3月24日－2016年9月20日)，美国电影导演、编剧和制片人
- 雷吉·汉森（Reginald Leonard Hanson，1968年10月6日－)，美国NBA联盟前职业篮球运动员

|  | 本页或本分段罗列了姓氏为「汉森」的人物。 如果是一个指代特定个人的内链将您引导到本页，請考慮修正該人物的名字以將链接指向正確的條目。 |